# Hypna clytemnestra

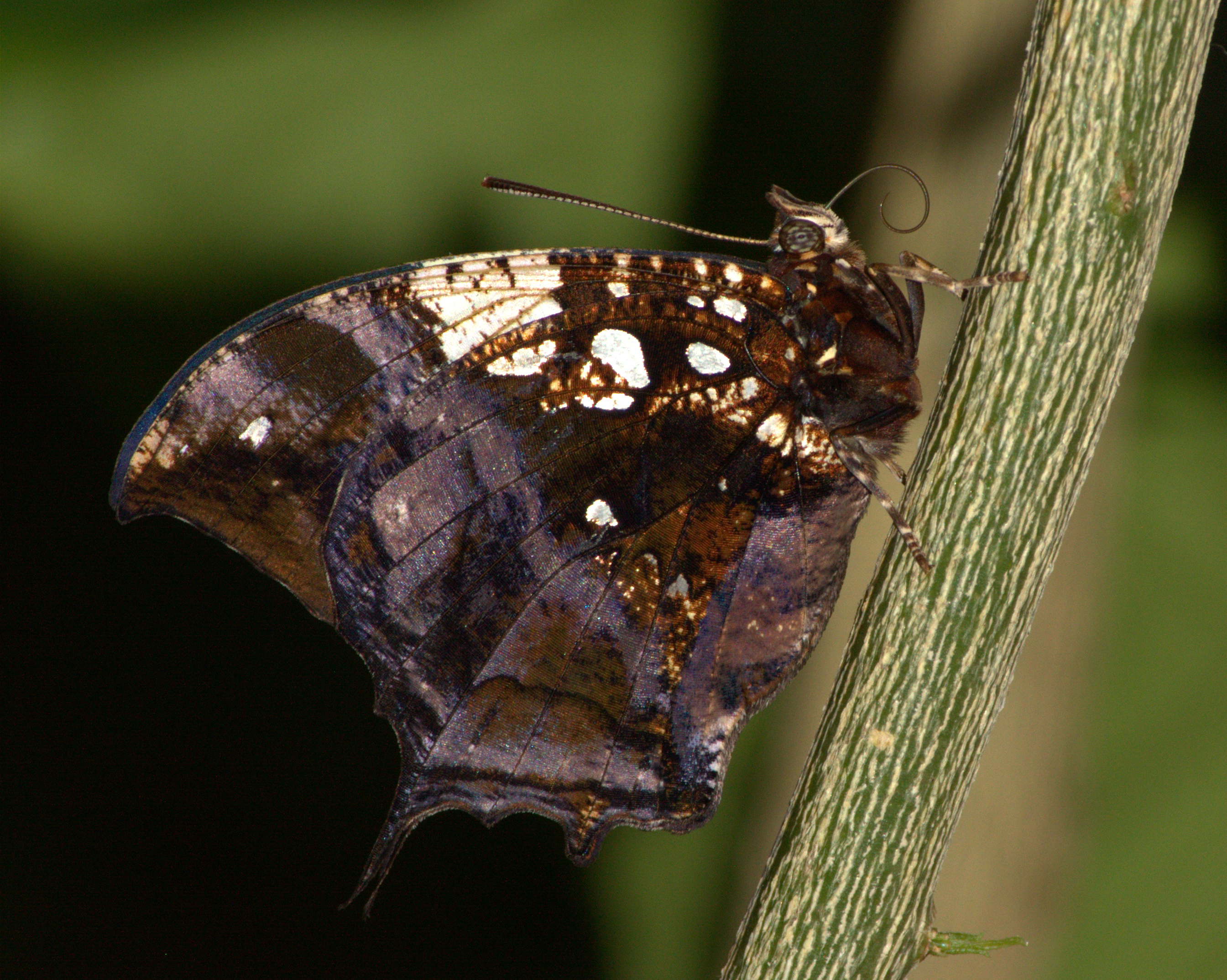
Flügelunterseite

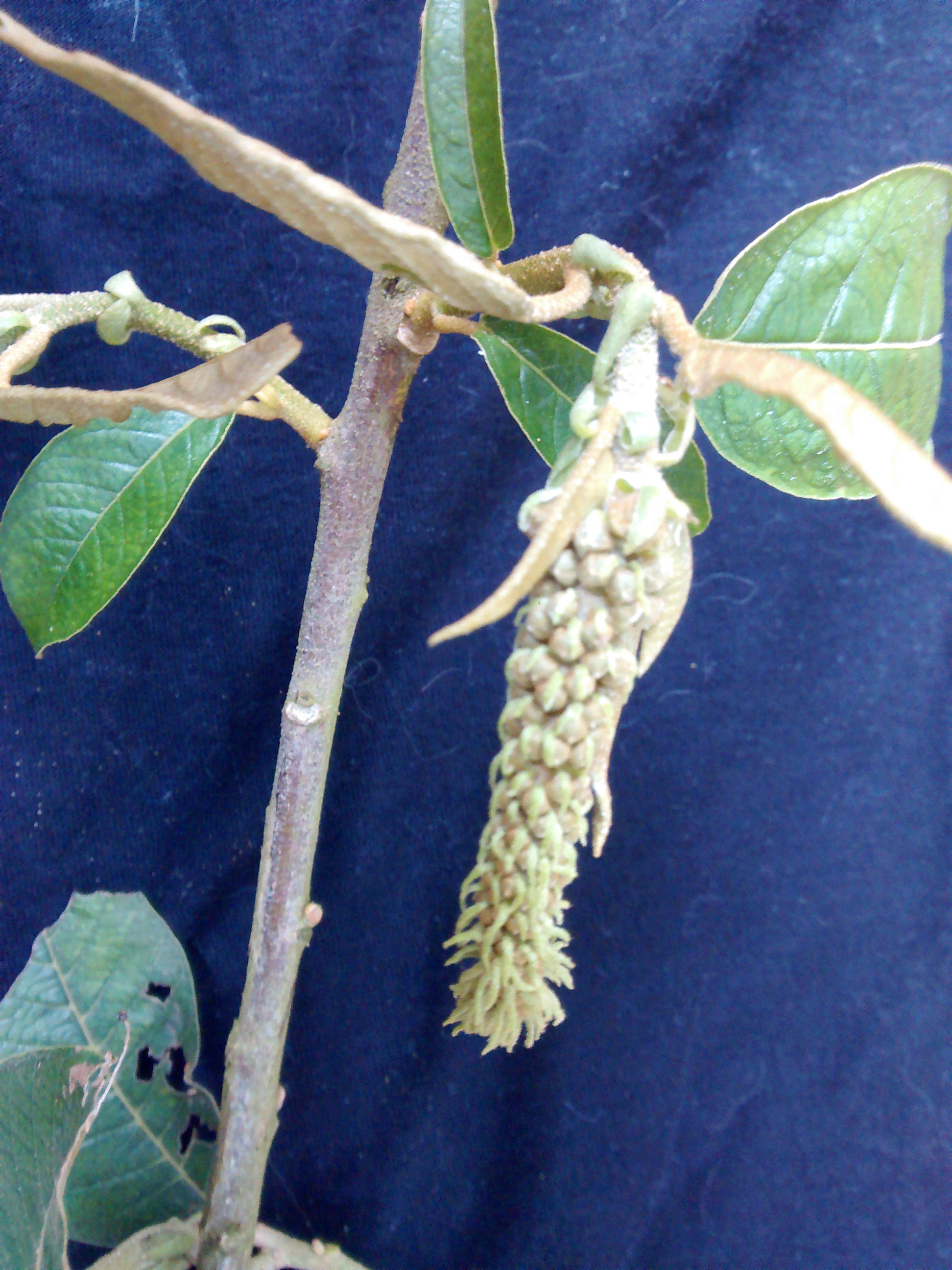
Croton floribundus, eine Nahrungspflanze der Raupen

Hypna clytemnestra ist ein in Mittel- und Südamerika vorkommender Schmetterling (Tagfalter) aus der Familie der Edelfalter (Nymphalidae). Die Art wurde Klytämnestra, einer Gestalt aus der griechischen Mythologie, der Gemahlin des mykenischen Königs Agamemnon gewidmet.

## Merkmale

### Falter
Die Flügelspannweite der Falter beträgt im Durchschnitt 80 bis 90 Millimeter. Einzelne Weibchen können jedoch auch eine Spannweite von 110 Millimetern erreichen. Ein Sexualdimorphismus liegt nicht vor. Bei beiden Geschlechtern ist die Flügelgrundfarbe schwarz bis dunkel rotbraun. Der Apex ist sehr spitz und gebogen. Auf der Vorderflügeloberseite zieht sich eine breite weiße Binde durch die Diskalalregion. In der Submarginalregion heben sich auf beiden Flügelpaaren einige kleine weiße Flecke ab. Die Flügelunterseiten zeigen eine dunkelbraune bis violett braune Marmorierung, die von einigen silberweißen Flecken und Binden unterbrochen ist. Im englischen Sprachgebrauch wird die Art als marbled leafwing (Marmorierter Blattflügel), silver-studded leafwing (Silbrig beschlagener Blattflügel) oder jazzy leafwing (Auffälliger Blattflügel) bezeichnet. Am Analwinkel befindet sich zwei Paar unterschiedlich lange Schwänzchen, wobei das längere stumpf endet.

### Präimaginalstadien
Ausgewachsene Raupen sind braun marmoriert und mit kurzen Tuberkeln versehen, von denen einige Dornen ausgehen. Die Puppe ist als Stürzpuppe ausgebildet, hat eine grasgrüne Farbe und eine deutliche, spitz auslaufende Verdickung am Hinterleib.

## Verbreitung, Unterarten und Lebensraum
Das Verbreitungsgebiet von Hypna clytemnestra erstreckt sich von Mexiko in südlicher Richtung durch Mittel- und Südamerika bis in den Norden Argentiniens. Die Art kommt auch auf den Karibischen Inseln vor. In den einzelnen Vorkommensgebieten werden derzeit acht Unterarten geführt. Die Art besiedelt in erster Linie tropische Regenwälder in Höhenlagen zwischen 100 und 800 Metern.

## Lebensweise
Die Falter fliegen in mehreren Generationen das ganze Jahr hindurch. Normalerweise sind die Falter selten zu beobachten, da sich gerne in Baumkronen aufhalten. Zuweilen kommt es jedoch zu explosionsartigen Vermehrungen und die Falter sind selbst in Stadtgebieten zu finden. Sie besuchen gerne feuchte Erdstellen, verletzte Baumstämme oder verrottende Früchte, um Flüssigkeit und Mineralstoffe aufzunehmen. Blüten werden hingegen nicht aufgesucht. Die Raupen ernähren sich von den Blättern von der zu den Wolfsmilchgewächsen (Euphorbiaceae) zählenden Crotonarten, im Besonderen von Croton floribundus . Während der Fresspausen verstecken sie sich in einem gefalteten Blatt, das mit Seide versponnen wird.